# Пад Западног римског царства
Овај чланак се односи на историографске теорије о Паду Римског царства. За преглед политичких и других важних догађаја погледајте чланак Западно римско царство.
Пропаст Римског царства или Пад Римског царства, а такође и Пад Рима, је историографски термин који се употребљава за крај постојања Западног римског царства. Термин је први употребио британски историчар Едвард Гибон у свом делу Опадање и пропаст Римског царства из 1776. године. Гибон није био ни први ни последњи који је покушао да открије разлоге пропасти Римског царства. О популарности питања сведочи и немачки историчар Александер Демант који је 1984. сакупио укупно 210 теорија о пропасти Рима.
Традиционални датум пада Царства је 4. септембар 476. године када је западноримског цара Ромула Августула свргао вођа варварских најамника Одоакар. Многи историчари оспоравају овај датум уз опаску да је Источно римско царство (Византија) постојало све до 29. маја 1453. када су Отомански Турци заузели престоницу царства Константинопољ. Други кључни датуми су и смрт Теодосија Великог 395. године након које се Царство поделило на Западно и Источно, прелазак бројних варварских племена преко Рајне 406. године (Вандали, Свеви, Алани, Бургунди...) или убиство западноримског војсковође Стилихона, после кога је дошло до потпуног слома и осипања римске војске на Западу. Неки историчари сматрају да се уместо термином „пад“ може користити термин „комплексна трансформација“.

## Теорије о слабљењу и пропасти Римског царства

### Антички аутори
Током кризе 3. века, а и у каснијим периодима римске и византијске историје, и античким и средњовековним ауторима било је јасно да римски свет пролази кроз бројне промене, губи делове територије или чини велике уступке „варварским“ племенима. Већ у четвртом веку јављају се теорије о слабљењу државе. Римски сенатор Аурелије Виктор је 361. објавио бревијар „О царевима“ у коме је узроке слабљења видео у сталном кварењу традиционалних моралних начела, у непоштовању вредности образовања и културе и сталном јачању утицаја војске. Војни теоретичар Вегеције је почетком 5. века у спису „О војној вештини“ изнео мишљење да је Царство на војном плану ослабило због прилива великог броја германских најамника у римску војску. По Вегецију, германизација или варваризација војске довела је до летаргије и самодовољности међу римским војсковођама и војницима и до таласа декаденције међу поданицима царства. Серија несрећа, попут пљачке Рима које су 410. извели Визиготи, код хришћанских мислилаца, попут Августина Хипонског, пробудила је идеју да се царству дешавају катастрофе због грешности његових становника. У свом делу „О држави Божијој“ Августин је изнео тезу по којој несреће погађају земаљско царство, али да хришћани треба да теже оноземаљском, духовном тј. небеском царству. Пошто је крајем 4. века хришћанство постало државна религија Римског царства, пагани, који су су до 6. века били веома бројни, сматрали су да се пропаст царства неминовна јер су Римљани одбацили традиционалну веру у богове који су од почетака штитили успон старог Рима. Малициозни паганин Зосим је око 500. године саставио „Нову историју“ у којој је због варваризације војске и напуштања старих обичаја неумерено окривио хришћанске цареве Константина Великог и Теодосија I. Међутим, не треба заборавити да је тема пропасти старих вредности, слабљење морала и декаденција државних институција и владарских личности била једна од доминантних у античкој историографији и књижевности још од 4. века п. н. е.

### Едвард Гибон
Британски историчар Едвард Гибон (Edward Gibbon, 1737-1794) посматрао је римску историју са становишта филозофије доба Просвећености. По његовом тумачењу опадање Римског царства било је последица напуштања грађанских врлина, односно оних особина које су доприносиле успеху заједнице. Римљани су током времена одбрану царства потпуно препустили варварским најамницима који су се на крају окренули против њих. Један од главних узрока било је и прихватање хришћанства, које је утицало да се људи све мање интересују за земаљске послове и препусте се чекању на благодати Небеског царства. "Опадање Рима био је природан и неизбежан ефекат нескромне величине. Просперитет је покренуо принцип распадања. Узроци опадања умножили су се обимом освајања, и чим је време или случај уклонило вештачке потпоре, голема грађевина се срушила под теретом сопствене тежине," записао је Гибон. "Дискутујући о варварству и хришћанству, ја сам у ствари дискутовао о пропасти Рима."
Гибоново обимно дело остало је познато по својој тенденциозности, али и сјајној документованости, белешкама и истраживању. Иако је писао у 18. веку, споменуо је и утицај климе, убрајајући га у један од узрока опадања царства: "... клима (какав год да је био њен утицај, није више била иста." Гибон је губитак грађанских врлина и успон хришћанства сматрао за смртоносну комбинацију, али је размишљао и о другим факторима који су можда допринели пропадању.

### Анри Пирен
У другој половини 19. века појавила се идеја о континуитету између римског света и пост-римских германских краљевина. Француски историчар Фистел де Куланж (Numa Denis Fustel de Coulanges, 1830—1889) је објавио вишетомну Историју политичких институција древне Француске (Histoire des institutions politiques de l'ancienne France, 1875-1889), у којој је изнео тезу да су варвари у ствари убрзали већ присутне процесе и наставили да трансформишу римске институције.
Идеју о континуитету је даље развио Белгијанац Анри Пирен (Henry Pirrene, 1862—1935) кроз Пиренову тезу публиковану кроз научне расправе током 1922. и 1923. године. Пиренова теза је најпотпуније изнесена у његовој постхумно објављеној књизи Мухамед и Карло Велики (Mahomet et Charlemagne, 1937) и и данас ужива распрострањену подршку. По Пирену, Римско царство је, у понешто измењеној форми, наставило да постоји све до освајања које су предузели муслимански Арапи у 7. веку. Успон ислама је покидао старе економске путеве Медитерана и довео је поремећаја у европској привреди. Пирен је у успеху Франака видео наставак античког Римског царства и тиме је легитимисао крунисање Карла Великог за цара Светог римског царства као наследника царског Рима.
Пиренове идеје о континуитету Римског царства пре и после германских инвазија данас подржавају историчари Франсоа Масе (Francois Masai), Карл-Фердинанд Вернер (Karl-Ferdinand Werner) и Питер Браун (Peter Brown).
Критика Пиренове тезе односи се пре свега на његово преувеличавање франачких претензија на римско наслеђе и фокусирање на утицај муслиманских освајања на Византијско царство. Са друге стране, неки критичари се слажу да германске навале нису имале толики утицај, али да ни Арапи нису у толикој мери омели средоземне трговачке руте колико је то Пирен сматрао. Мајкл Макормик је записао да су неки недавно откривени извори, попут необјављених колективних биографија, откривају нове трговачке путеве којима је протицала кореспонденција. Штавише, документа попут пословних књига и новчића сугеришу уплив муслиманске монете у Каролиншко царство. Макормик је закључио да ако је новац пристизао, морао се одвијати и неки вид трговине, вероватно трговина робовима, пошто је ислам забранио употребу истоверних робова.

### Џон Багнел Бјури
Ирски византолог Џон Багнел Бјури (John Bagnell Bury, 1861—1927) у својој двотомној Историји позног Римског царства од смрти Теодосија I до смрти Јустинијана (History of Later Roman Empire from the Death of Theodosius I to the Death of Justinian, 1923) изнео је теорију о више узрока пропасти Римског царства. Бјури уводи стару теорију о хришћанству против паганства и потом је побија позивајући се на релативан успех Источног римског царства које је било далеко христијанизованије.
Затим испитује Гибонову теорију о моралном пропадању и, избегавајући да увреди Гибона, назива је исувише упрошћеном, само делимичним одговором. Бјури затим уводи теорију коју је називао модерном односно, како је јасно подвукао, комбинацијом фактора од којих је на првом месту био тај што се:
"Царство почело ослањати на регрутацију варвара, у великом броју, у војсци... и било је потребно учинити службу атрактивном путем изгледа моћи и богатства. Ово је, наравно, била последица, опадања ратничког духа и депопулације у старим цивилизованим медитеранским крајевима. Германи на високим местима су били корисни, али су се опасности овакве политике показале у случајевима Меробауда и Арбогаста. Ипак ова политика није довела до распада царства, већ до низа догађаја током којих су западне провинције, свака у своје време и начин, преобраћене у германске краљевине. Може се рећи да се германски продор у западну Европу имао готово моменталне последице. Али чак и тада, последице су се могле остварити и на други начин, или касније, постепеније или уз мање насиља. Поента ове расправе је у томе да губитак римских провинција у петом веку није био „неизбежни ефекат оних фактора који су исправно или не описивани узроци или последице општег опадања“. Централна чињеница да Рим није могао водити своје ратове без помоћи својих варварских савезника (gentium barbararum auxilio indigemus) био је и узрок немира унутар царства. Била је то слабост која се могла показати као краткорочна или фатална, али се надовезала на већ поменуте факторе." 
Укратко, Бјури је сматрао да се неколико проблема јавило истовремено: економско пропадање, експанзија Германа, депопулација Италије, зависност од германских савезника у погледу војних послова, катастрофална (мада за Бјурија незнатна) издаја Стилихона, губитак војничких врлина, убиство Аеција, недостатак војсковође који би заменио Аеција-серија несрећа која се у комбинацији показала катастрофалном.
За Бјурија Гибоново историографско дело било је по свом обиму и детаљности невероватно. Главна Бјуријева разлика у односу на Гибона лежала је у интерпретацији чињеница, пре него у неслагању око истих. Јасно је истакао своје гледиште да Гибонов закључак о моралном пропадању јесте важан, али не и коначан. Бјури је сматрао да
"постепени колоапс римске моћи... је био последица серије случајних догађаја. Не може се рећи да су генерални узроци учинили пропадање неизбежним."
По овој теорији опадање и коначни пад Рима нису били предодређени, већ су исхођени комбинацијом узрока, од којих је сваки понаособ био подношљив, али који су заједно били потпуно деструктивни.

### Вилијем Керол Барк
У својој књизи Порекло средњовековног света (Origins of the Medieval World, 1958) Вилијем Керол Барк (William Carroll Bark) је изнео мишљење да је царство пропало усред бројних напора да се очува. Корени феудализма су се развили када су колони (претече кметова) законски везани за земљу коју су обрађивали како би прикупљане намета било што лакше. Царске власти су прикупљале порезе у утврђеној количини пољопривредних производа. Пошто је за царску владу било немогуће да надзире огромне количине намирница, средња класа је законски обавезана да надзире прикупљање пореза. Везивањем житеља царства за поједине локалне дужности, феудализам је почео да се развија и пре почетка Средњег века.
Барк је такође сматрао и да је несташица злата у позном царству било један од разлога опадања. Инфлација римске монете је управо била узрокована чињеницом да није било довољно злата. Без адекватно вредног новца, војници и имућни грађани су очекивали да буду исплаћивани у натури. За римски владу било је све теже да уштеди нешто новца и зато се све више почела окретати јефтиним варварским најамницима.

### Радован Рихта
Чешки филозоф Радован Рихта (Radovan Richta, 1924—1983) је био поборник идеје о кључној улози развоја технологије у људској историји. По његовом мишљењу пропадање царства је било ван домашаја самих Римљана пошто је на њега утицао развој технологија у другим деловима света. Нпр. римска војна достигнућа и успостављање Римском мира (Pax Romana) Германи су помрачили у 3. веку проналаском потковице, док су током 4. века кинески морепловци развили компас.

### Лисијен Мисе и сукоб цивилизација
У духу Пиренове тезе развила се школа мишљења сукобу цивилизација римског и германског света, што је процес који се, грубо хронолошки гледано, одиграо између 3. и 8. века.
Лисјен Мисе (Lucien Musset) је проучавајући варварске инвазије, изнео мишљење да је цивилизација средњовековне Европе настала синтезом грчко-римског света и германских цивилизација које су населиле Римско царство. Римско царство није пало, нити је пропадало, већ се просто трансформисало баш као и Германи који су га напали. Како би подупро своје мишљење, Мисе је, сем историје политичких дешавања, понудио и лингвистички преглед топонима и антропонима, анализирао археолошке доказе, проучавао урбано и рурално друштво, институције, религију, уметност и технологију.

### Арнолд Ј. Тојнби и Џејмс Бјурк
У супротности са теоријом о опадању царства неки историчари попут двојице Британаца Арнолда Ј. Тојнбија (Arnold J. Toynbee, 1889—1975) и Џејмса Бјурка (James Burke, рођ. 1936) су заступали мишљење да је Римско царство од свог настанка било трули систем, и да је читаво империјално доба било стално срозавање институција основаних у доба Римске републике. По њиховом мишљењу, царство није имало шансе да опстане без радикалних реформи. Римљани нису имали буџетски систем и трошили су све ресурсе до којих би дошли. У својој основи, римска привреда је била Raubwirtschaft, привреда пљачке, заснована на отимању постојећих, а не на стварању нових ресурса. Царство се ослањало или на плен са освојених територија (при чему је овај извор прихода исцрпљен са крајем територијалне експанзије царства) или на прикупљању пореза које је терало ситне земљораднике у пропаст (и у ослањање на државну помоћ која је тако све више тражила од оних који нису могли да избегну опорезивање) или у зависност од земљопоседничке елите, која је уживала фискални имунитет.
привреда заснована на робовском раду није дозвољавала да средња класа стекне моћ. Царство је производило јако мало добара која су се могла извозити. Иновације на пољу материјалног, било да се радило о уметности или технолошким иновацијама, окончале су се далеко пре пропасти царства. Са друге стране, трошкови војне одбране и раскоши царева све више су расли. Финансијске потребе су се наставиле да расту, али се на њих све теже одговарало са успехом. Крајем 5. века варварски војсковођа Одоакар више није видео корист у формалном постојању царства већ је свргао Ромула Августула, без жеље да постави новог марионетског владара или лично преузме царску титулу. Формални крај царства се симболично поклопио са временом у коме царство и титула цара више нису имали вредност.
У сличном тону, амерички историчар и антрополог Џозеф Таинтер (Joseph Tainter) је у својој књизи Колапс комплексних друштава (The Collapse of Complex Societies, 1988) изнео тезу по којој је царство пропало у складу са теоријом о минималном повратку уложеног.

### Михаел Ростовцев, Лудвиг фон Мизез и Брус Бартлет
Руски историчар Михаел Ростовцев (Михаил Иванович Ростовцев, 1870—1952) и аустријски економиста Лудвиг фон Мизез (Ludwif von Mises, 1881—1973). Обојица су сматрали да је нездрава економска политика одиграла главну улогу у сиромашењу и пропадању царства. По њиховом мишљењу, до 2. века Римско царство је развило сложену тржишну привреду у којој је трговина била релативно слободна. Намети су били ниски а закони који су контролисали цену хране и других потрепштина су имали релативно мали утицај зато што нису максимизирали цене далеко испод њихове реалне тржишне вредности. Међутим, у 3. веку, кварење новца, односно ковање новца са ниским садржајем злата, сребра и бронзе одвео је у инфлацију. Донети су закони са циљем да се утврде максималне цене, али како су оне биле знатно испод тржишних цена, тиме је у пракси само поспешен развој сиве привреде.
По Ростовцеву и Мизезу, максимизирање цена је довело до несташице хране у градовима чији су је становници прибављали трговином. Упркос законским мерама против протока становништва између села и градова, градови су постепено напуштани и велики број римских грађана је остављао своје специјализоване послове како би се бавио самодовољном пољопривредом. Управо је то, у комбинацији са све опресивнијим и неограниченим пореским системом, довело до озбиљних штета у трговини, техничким иновацијама и укупном богатству царства.
Амерички економиста Брус Бартлет (Bruce Bartlett, рођ. 1951) је прве трагове кварења новца трасирао већ у време Неронове владавине (54—68). До трећег века монетарна привреда је колабирала. Бартлет је овакве последице сматрао резултатом једне врсте државног социјализма. Наплату пореза у новцу заменила је директна реквизиција, нпр. намерница и стоке од сељака. Појединци су били присиљавани да обављају послове на тренутном месту запослења и остају у истом занимању. Земљорадници су везани за земљу, као и њихова деца, и исти захтеви су стављени и пред друге раднике, произвођаче и занатлије. Радници су организовани у удружења исте струке (еснафе или гилде) и пословали су унутар шире организованих удружења која су се називала колегије. И једни и други су у ствари постали државни органи који су контролисали и усмеравали своје чланове да производе за државу. У руралним крајевима људи су се везивали за имања богатих који су им могли пружити заштиту од државних великодостојника и порезника. Ова крупна имања, зачетак феудализма, оперисала су што више је било могуће као затворени системи, обезбеђујући све за сопствене потребе и уопште не учествујући у трговини.

### Вилијем Х. Мекнил
Вилијем Х. Мекнил (William Hardy McNeill, рођ. 1917), канадски глобални историчар, је у трећем поглављу своје књиге Епидемије и народи (Plagues and Peoples, 1976) приметио да је Римско царство од око 165. трпело тешку и дугачку Антонинску или Галенову епидемију. Двадесетак година таласи једне или више болести, највероватније малих или овчијих богиња, су се проширили по царству и покосили око половину укупне популације становништва. Слична епидемија одиграла се и у 3. столећу. Мекнилов аргумент је да преполовљена популација није била у стању да издржава државну администрацију и војску, што је довело до даљег економског и друштвеног опадања које је на крају уништило Западно римско царство.
Ова теорија се може применити и на друге делове света након пада Западног царства. Сличне епидемије других болести су ослабиле кинеско царство династије Хан и допринеле његовој пропасти. Након тога је уследио дуг и хаотичан период који се понекад назива Кинеско мрачно доба. У 6. веку прва појава бубонске куге, Јустинијанова или Прокопијева епидемија је ослабила Византију и Сасанидско царство и олакшала муслиманска освајања у 7. веку. Археолошки налази потврђују да је од 2. све до 7. века настављен тренд опадања популације. Опоравак Европе уследио је тек онда када је путем природне селекције становништво стекло отпорност на нове болести.

### Питер Хеатер
Питер Хеатер (Peter Heather, рођ. 1960), оксфордски професор, у свом делу Пад Римског царства (The Fall of the Roman Empire, 2005), нуди другачију теорију. Према његовом мишљењу, Римско царство је, и поред повремених ратова око престола и проблематичних комуникација, веома добро функционисало током првог, другог и почетка трећег века. Први знак озбиљне кризе био је настанак новог Персијског царства Сасанида (226-651).
"Сасаниди су били довољно моћни и интерно јединствени да одгурну римске легије са Еуфрата и из већег дела Јерменије и југоисточне Турске. Колико год да данашњи читаоци мисле да су Хуни били главни непријатељ царства, током читавог периода о коме говоримо, Персијанци су били ти који су привлачили пажњу и забринутост Рима и Цариграда. Штавише, од краја трећег века па надаље 20-25% војног потенцијала римске војске је био окренут персијској претњи... и више од 40% одреда источноримских царева. "
Хеатер даље пише, и у томе га потврђују и Гибон и Бјури, да је Римском царству требало око пола века како би отклонило сасанидску претњу, а и то је постигнуто тек одузимањем регионалних пореских прихода од градова у западним провинцијама. Потоња експанзија војне силе на Блиском истоку најпосле је била успешна у стабилизовању границе са Персијом, али је редукција прихода у провинцијама царства имала двојаке последице и, како Хеатер каже, дугорочне лош утицај. На првом месту, иницијатива локалних великодостојника да уложе своје време и новац на развој локалне инфраструктуре је нестала. Јавна здања од 4. века па надаље била су скромнијих размера и њихова изградња је финансирана из централног буџета, пошто су регионални приходи пресушили. Друго, Хеатер закључује: "образовани земљопоседници из провинција су своју пажњу окренула у смеру где је новац био... далеко од провинцијске и локалне политике ка царској бирократији."
Пошто је поставио сцену на којој је царство било војно посвећено сасанидској претњи, Хеатер сугерише, користећи археолошке налазе, да су се и германска племена на северним границама царства променила по својој природи од 1. века наше ере. Контакт са царством је увећао њихово материјално богатство, што је довело до разлика у имовини довољних да настане владајућа класа способна да одржи контролу над бројнијим групацијама него икада раније. Суштински, постали су много опаснији непријатељ него раније.
Хеатер тада поставља домино теорију тј тезу да је притисак народа народа који су живели далеко од царства могао резултовати довољним притиском на народе на границама царства у тој мери да су ови одбацили ризик како би покушали целовиту имиграцију у царство. Он тиме повезује готску инвазију из 376. директно са кретањима Хуна око Црног мора деценију раније. На сличан начин посматра и прелазак Рајне 406. као последицу даљих хунских упада у Германију. На тај начин, Хуни су дубоко допринели паду Западног царства и пре него што су и сами постали директна војна претња.
Царство је било максимално распето захваљујући Сасанидима, затим експанзијом Хуна, незабележеном имиграцијом 376. и 406. варварских групација, чија је политичка и војна способност значајно порасла. Хеатер сматра да је спољни притисак у периоду између 376. и 470. могао да сруши царство било када у његовој историји.
Хеатерова теорија је и модерна и релевантна пошто одбацује Гибоново виђење. Он такође одбацује и унутрашње борбе унутар царства као узрок, сматрајући их стално присутним фактором током историје царства, који, иако је могао допринети неспособности да се одговори на прилике 5. века, ипак не може бити главни узрочник. Уместо тога он сваљује одговорност право на спољашње војне факторе, почевши од моћних Сасанида. Попут Бјурија, Хеатер не верује да је пад био неизбежан, већ пре последица низа згуснутих догађаја. За разлику од Бјурија, он почетак догађаја ставља раније, у време успона Сасанида након 226. године.

### Брајан Ворд-Перкинс
Хеатеров колега са универзитета у Оксфорду, археолог и историчар Брајан Ворд-Перкинс (Bryan Ward-Perkins), у свом делу Пад Рима и крај цивилизације (The Fall of Rome and the End of Civilization), заузима традиционално гледиште о томе да је до пада дошло због политичке нестабилности, спољних инвазија и умањених пореских прихода. У основи, варварске инвазије нанеле су дугорочну штету провинцијској пореској основи, што је онемогућило на средње и дуге стазе могућности царства да плати и опреми легије, са предвидљивим резултатима. Исто тако, непрекидни напади на границе царства охрабрили су побуне у провинцијама као вид самопомоћи, што је додатно умињивало државне ресурсе. За разлику од већине историчара, посебно оних који заступају теорије о томе да „пада“ уопште није било или да сам пад није био неопходно „лоша ствар“ по народе који су били умешани, Вард-Перкинс сматра да археолошки налази у многим деловима некадашњег Римског царства указују на то да је пад царства заиста био права катастрофа.
Ова теорија, слично Бурујевој и Хедеровој, указује на низ цикличних догађаја који су, делујући заједно у исто време, произвели коначан пад.

### Пропадање природне средине
Још једна теорија је она она о томе како је уништавање природне средине довело до депопулације и економског опадања. Претварање шума у обрадиве површине и екстензивна испаша су довели до ерозије ливада и плодних земљишта. Експанзија иригације је довела до салинизације. Ове људске активности су резултовале последицама да је плодна земља постала непродуктивна и да је у неким крајевима дошло до настајања пустара. Многе животињске врсте су истребљене.

### Позна антика
Историчари Позне антике, области чији је пионир био Питер Браун, окренули су се од идеје о „паду“ Рима, ка Пиреновој тези и фокусирали на „трансформацију“ током векова. По њиховом мишљењу корени средњовековне цивилизације налазе се у римској култури, између Антике и Средњег века влада континуитет без наглих ломова.

## Историографија
У историографији, историчари су, анализирајући сваку нову теорију о пропасти царства, разматрали ради поређења и миленијумску историју Византијског царства. Гибон је пад Рима приписивао утицају христијанизације, и мада је Византију посматрао као декадентни остатак славног царства, ипак није обратио пажњу на чињеницу да је христијанизација била потпунија у Источном царству. На сличан начин, ако говоримо о уништавању животне средине као узрочнику пропасти, не треба заборавити да се слично дешавало и на Истоку.
Теорије неретко одражавају погледе историчара на различите културне, политичке и економске проблеме њиховог времена. Гибонова критика хришћанства одаје вредности Доба просвећености, а идеје о опадању ратничких вредности неки тумаче као опомену тада растућој Британској империји. У 19. веку и социјалистички теоретичари и њихови противници су истицали декаденцију друштва као и остале политичке проблеме. Данас су пак питања заштите животне средине доминантна па се у том погледу анализирају утицаји на природну средину, али и удари епидемија на становништво. Археолог Дејвид Кејс (David Keys) је упозорио на последице ерупцију вулкана Кракатау у Индонезији из 535. на глобалном нивоу пошто нпр. извори попут Прокопија из Цезареје сведоче о неуобичајеним климатским одликама у току 535. и 536. године (Климатска промена 535-536). Идеје о трансформацији без изразите кризе одражавају постмодернистичке традиције које одбијају традиционалистичку периодизацију историје. Новина је покушај да се поједини проблеми римског друштва уоче и интерпретирају нпр Јувеналова Десета сатира, настала почетком 2. века, на врхунцу римске моћи, критикује опсесију простог народа „хлебом и играма“ и владаре који само гледају како да је намире.
Један од главних разлога овако великог броја теорија је уочљиви недостатак извора из 4. и 5. века. Нпр. извори који се односе на економску историју су јако ретки, тако да је тешко донети чак и опште закључке о економским условима. Поред тога, историчар се неретко мора окренути изворима из претходног или потоњег периода и индукцијом доћи до закључка. Управо због фрагментарности извора много тога почива на интерпретацији извора.
Крај Западног римског царства се традиционално сматра крајем Старог и почетком Средњег века. Данас пак присталице Позне антике пружају избалансиранији поглед од традиционалне историјске нарације.